# Ruta 39 (Uruguay)
La Ruta Nacional Nº 39 es una de las carreteras nacionales de Uruguay. Fue designada con el nombre: Domingo Burgueño Miguel por Ley n.º 17.871 del 8 de junio de 2005.
Une la ciudad de Punta del Este con la Ruta 8 en el departamento de Lavalleja.

## Trazado
Esta carretera nace en la Parada 15 de la Rambla Claudio Williman de la ciudad de Punta del Este, bajo el nombre de Avenida Lincoln; luego sigue el trazado como Avenida Martiniano Chiossi hasta ingresar al centro de Maldonado, donde se convierte en la calle Santa Teresa y luego en Avenida Batlle y Ordóñez; esta última se interseca con Bulevar Artigas para abandonar la ciudad de Maldonado y dirigirse al norte hasta la ciudad de San Carlos. La carretera atraviesa esta ciudad bajo el nombre de Avenida Jacinto Alvariza, luego continúa su trazado en dirección sur-norte hasta la localidad de Aiguá. El último tramo une esta última localidad con la Ruta 8.
Detalle del recorrido según el kilometraje:

### Maldonado
(El kilometraje comienza una vez que la carretera abandona la ciudad de Maldonado).
- km 006.000: Intercambiador Bulevar Artigas a Punta del Este
- km 006.500: Avenida Luis Alberto de Herrera a Maldonado y Ruta 38
- km 009.000: Barrio Hipódromo
- km 013.500: Camino de los Ceibos a
- km 016.000-019.000: Planta urbana de San Carlos
- km 019.000: Empalme con 
  - Este: a Rocha, Castillos y Chuy
  - Oeste: a , Pan de Azúcar,  y
- km 087.000: Empalme con 
  - Este: a Rocha.
  - Oeste: acceso a Aiguá
- km 089.000: Empalme con  km 172.500 (se discontinúa la carretera)

### Lavalleja
- km 092.500: Empalme con  km 169.000 (reinicia el trazado)
- km 101.000: Empalme con 
  - NE: a Treinta y Tres y Melo
  - SE: a Minas y Montevideo